# 埃托雷·布加蒂
埃托雷·阿尔科·伊西多罗·布加蒂（義大利語：Ettore Arco Isidoro Bugatti，1881年9月15日—1947年8月21日），意大利汽车设计师，高级汽车制造商布加迪公司的创始人。

## 生平
1881年出生于意大利米兰的一个艺术家庭，父亲卡洛·布加迪是木器设计艺术家，祖父乔瓦尼·路易吉·布加迪是一位驰名意大利的雕刻家和建筑师。
1947年8月21日卒於巴黎西北部郊区。